# Adriana Varejão
Adriana Varejão (Rio de Janeiro, Brasil) é uma artista plástica brasileira contemporânea. 

## Vida e obra
Nascida no Rio de Janeiro, em 1964, Adriana Varejão passou parte da infância em Brasília. Em 1981, ingressou no curso de engenharia da Pontifícia Universidade Católica do Rio de Janeiro, abandonando-o no ano seguinte. Começou a sua carreira como artista plástica contemporânea nos anos 80. Entre 1981 e 1985 fez parte dos cursos livres da Escola de Artes Visuais do Parque Lage, Rio de Janeiro, e aluga ateliê no bairro do Horto com outros estudantes. Em 1985, viaja para Nova York e tem contato com a pintura do alemão Anselm Kiefer e do americano Philip Guston. Em 1986, recebe o Prêmio Aquisição do 9º Salão Nacional de Artes Plásticas, promovido pela Fundação Nacional de Artes.
Realizou sua primeira exposição individual em 1989, na U-ABC, Stedelijk Museum, Amsterdam, Netherlands; Fundação Calouste Gulbenkian, Lisboa, Portugal.
A artista carrega em suas obras um conceito de arte visceral, peles rasgadas, interiores à mostra e canibalismo. Com um tom político, Adriana Varejão propõe em sua arte um diálogo com a história do  Brasil, através da releitura de elementos visuais incorporados à cultura pela colonização, como a pintura de azulejos portugueses, ou a referência à crueza e agressividade da matéria nos trabalhos com “carne”, a artista discute relações paradoxais entre sensualidade e dor (fetiches), violência e exuberância. Seus trabalhos mais recentes trazem referências voltadas para a arquitetura, inspirada em espaços como açougues, botequins, saunas, piscinas etc, e abordam questões tradicionais da pintura, como cor, textura e perspectiva.
Em 2008, foi inaugurado, no Instituto Inhotim, em Brumadinho, Minas Gerais, a galeria Adriana Varejão. Atualmente a artista é representada pela galeria de arte Fortes D'Aloia & Gabriel.
Adriana Varejão recebeu o Prêmio Mario Pedrosa (artista de linguagem contemporânea), da Associação Brasileira de Críticos de Arte(ABCA) e o Grande Prêmio da Crítica, da Associação Paulista de Críticos de Arte (APCA), pela exposição “Histórias às margens”, realizada em 2012/13 no MAM SP, MAM Rio e MALBA. Fonte: www.adrianavarejao.net
Participou de diversas exposições nacionais e internacionais, entre elas, na Bienal de São Paulo, Tate Modern em Londres e MoMa em Nova Iorque. Alguns elementos representados com frequência em seu trabalho são os azulejos - desde os azulejos coloniais até os mais ordinários, dos botequins, açougues e hospitais - e as carnes e cortes. Sua obra pode ser vista de forma permanente no pavilhão do Instituto Inhotim, inaugurado em 2008 em Brumadinho, Minas Gerais, e no SESC Guarulhos, São Paulo. A artista está entre as mais bem-sucedidas do circuito mundial.
No inicio do ano de 2025, Adriana Varejão abriu uma sequência de três exposições no exterior, em Nova York, Lisboa e Atenas. Em Lisboa, Varejão teve suas obras expostas junto com as de Paula Rego.

Onde encontrar suas obras 
Suas obras encontram-se em coleções de instituições como: 
- Metropolitan Museum of Art, Nova York;
- Solomon R. Guggenheim Museum, Nova York;
- TATE, Londres;
- Fondation Cartier pour l’art contemporain, Paris;
- Instituto Inhotim, Brumadinho, Minas Gerais;
- Museu de Arte Moderna de São Paulo;
- Museu de Arte do Rio, Rio de Janeiro;
- Coleção Gilberto Chateaubriand, Museu de Arte Moderna do Rio de Janeiro, Rio de janeiro;
- Instituto Figueiredo Ferraz, Ribeirão Preto;
- Fundación “la Caixa,” Barcelona;
- Stedelijk Museum, Amsterdã;
- Hara Museum, Tóquio.

## Exposições institucionais
Entre suas principais exposições institucionais incluem-se: 
- “Azulejões,” Centro Cultural Banco do Brasil, Rio de Janeiro e Brasília, Brasil (2001);
- “Chambre d’échos / Câmara de ecos,” Fondation Cartier pour l'art Contemporain, Paris (2005, itinerância para o  Centro Cultural de Belém, Lisboa; e DA2, Salamanca, Espanha);
- Hara Museum of Contemporary Art, Tóquio (2007);
- “Adriana Varejão - Histórias às Margens,” Museu de Arte Moderna de São Paulo, Brasil (2012, itinerância para o Museu de Arte Moderna do Rio de Janeiro, Brasil; e “Adriana Varejão: Historias en los margenes,” Museo de Arte Latinoamericano de Buenos Aires (MALBA), Argentina , em 2013);
- “Adriana Varejão,” The Institute of Contemporary Art, Boston (2014);
- “Adriana Varejão: Kindred Spirits,” Dallas Contemporary, Texas, USA (2015);
- "Adriana Varejão: Pele do tempo," Fundação Edson Queiroz, Fortaleza, Brasil (2015)
- “Adriana Varejão – por uma retórica canibal,” Museu de Arte Moderna da Bahia, Brasil (2019, itinerância para o Museu de Arte Moderna Aloízio Magalhães (MAMAM), Recife, Brasil);
- “Otros cuerpos detrás. Adriana Varejão,” Museu Tamayo, México (2019);
- Adriana Varejão: Suturas, fissuras, ruínas," Pinacoteca de São Paulo, Brasil (2022)

## Bienais
A artista participou da:
- 1994 - V Bienal de Havana, Cuba;
- 1995 - Johannesburg, South Africa Bienalle;
- 1994 - 1998 - Bienal de São Paulo;
- 2000 - 12th Biennale of Sydney;
- 2004 - International Biennial Exhibition, SITE Santa Fe;
- 1999 - 2006 - Liverpool Biennial;
- 2008 - Bucharest Biennale;
- 2011 - Istambul Biennial;
- 2013 - “30x Bienal,” Fundação Bienal de São Paulo;
- 1997 - 2005 - 2015 - Bienal do Mercosul, Brasil;
- 2015 - 1ª Bienal de Arte de Contemporânea de Coimbra, Portugal.

## Obra controversa

A obra Cena de interior II, que causou controvérsias.

Em setembro de 2017, a obra Cena de interior II, de 1994, foi uma dos principais alvos da crítica popular que teria motivado o encerramento precoce da exposição Queermuseu, organizada pela Fundação Santander Cultural, na cidade de Porto Alegre.
A obra foi acusada de apologia à zoofilia ao retratar duas figuras masculinas indistintas com uma cabra; Adriana Varejão, ressalta que "busca jogar luz sobre coisas que muitas vezes existem escondidas" e que Cenas do Interior II é "uma obra adulta feita para adultos".
Esta é uma obra adulta feita para adultos. A pintura é uma compilação de práticas sexuais existentes, algumas históricas (como as shungas, clássicas imagens eróticas da arte popular japonesa) e outras baseadas em narrativas literárias ou coletadas em viagens pelo Brasil. O trabalho não visa julgar essas práticas. Como artista, apenas busco jogar luz sobre coisas que muitas vezes existem escondidas. É um aspecto do meu trabalho, a reflexão adulta.— Adriana Varejão
A explicação foi compreendida pelos críticos, mas o que gerou revolta foi justamente o fato de menores de idade terem acesso à obra que, como a própria artista disse, foi criada para adultos.

## Exposições

### Exposições Individuais
- 2022 - Adriana Varejão: suturas, fissuras, ruínas, Pinacoteca do Estado de São Paulo, São Paulo, Brasil.[9]
- 2021 - Talavera, Gagosian, Nova Iorque, USA.[10]
- 2018 - Otros cueros detrás, Museo Tamoyo, Cidade do México, México.[11]
- prêmios
- 2012 - Grande prêmio da crítica, na categoria Artes Visuais, da Associação Paulista de Críticos de Arte (APCA), pela exposição Histórica às margens. [12]
- 2011 - Ordem do Mérito de Cultural pelo Ministério da Cultura do Brasil.[12]
- 2008 - Medalha de Chavalier des Arts et Lettres, do governo francês. [12]
- 2012 – Adriana Varejão, Museu de Arte Moderna de São Paulo, São Paulo, Brasil

- 2011 – Victoria Miro Gallery, London, UK
- 2009 – Galeria Fortes Vilaça, São Paulo, Brasil

Lehmann Maupin Gallery, New York, USA
- 2008 – Centro de Arte Contemporânea Inhotim, Minas Gerais, Brasil

Museu de Arte da Pampulha, Belo Horizonte, Brasil
- 2007 – Hara Museum, Tokyo, Japan
- 2006 – Fotografia como Pintura, Sesc Petrópolis, Rio de Janeiro, Brasil
- 2005 – Chambre d"échos/Câmara de Ecos, Fondation Cartier Pour L´Art Contemporain, Paris, France

Centro Cultural de Belém, Lisboa, Portugal
DA2 – Domus Artium 2002 Salamanca, Spain
Galeria Fortes Vilaça, São Paulo, Brasil
- 2004 – Saunas, Victoria Miro Gallery, London, UK
- 2003 – Lehmann Maupin Gallery, New York, USA
- 2002 – Galeria Fortes Vilaça, São Paulo, Brasil

Galeria Soledad Lorenzo, Madrid, Spain
Victoria Miro Gallery, London, UK
- 2001 – Azulejões, Centro Cultural Banco do Brasil, Rio de Janeiro , Brasil

Azulejões, Centro Cultural Banco do Brasil, Rio de Janeiro, Brasil
Galeria Pedro Oliveira, Porto, Portugal
- 2000 – Azulejões e Charques, Galeria Camargo Vilaça, São Paulo, Brasil

Bildmuseet, Umea, Sweden
Borås Konstmuseum, Borås, Sweden
Lehmann Maupin Gallery, New York, USA
- 1999 – Alegria, Galeria Camargo Vilaça, São Paulo, Brasil
- 1998 – Trading Images, Pavilhão Branco, Instituto de Arte Contemporânea, Lisboa, Portugal

Galeria Soledad Lorenzo, Madrid, Spain
- 1997 – Galeria Ghislaine Hussenot, Paris, France
- 1996 – Galeria Barbara Farber, Amsterdam, Netherlands

Galeria Camargo Vilaça, São Paulo, Brasil
- 1995 – Annina Nosei Gallery, New York, USA
- 1993 – Thomas Cohn Arte Contemporânea, Rio de Janeiro, Brasil
- 1992 – Galeria Barbara Farber, Amsterdam, Netherlands

Galeria Luisa Strina, São Paulo, Brasil
- 1991 – Thomas Cohn Arte Contemporânea, Rio de Janeiro, Brasil
- 1988 – Thomas Cohn Arte Contemporânea, Rio de Janeiro, Brasil

### Exposições coletivas
- 2021 - Brasilidade Pós- Modernismo, Centro Cultural Banco do Brasil (CCBB), Rio de Janeiro, São Paulo, Brasília, Belo Horizonte.[13]

A exposição Brasilidade Pós – Modernismo ficou em cartaz no ano de 2021 no Centro Cultural Banco do Brasil, a mostra contou com a participação de diversos artistas brasileiros incluindo a Adriana Varejão para celebrar o centenário da Semana de Arte Moderna de 1922. Com características da arte contemporânea brasileira da atualidade, as obras apresentadas resgataram o legado da ousadia artística cultural proposta pelo Modernismo.

## Prêmios
- 2013 - Prêmio Mario Pedrosa, Associação Brasileira de Críticos de Arte[15] e Grande Prêmio da Crítica, da Associação Paulista de Críticos de Arte (APCA)

- 2012 - Grande prêmio da crítica, na categoria Artes Visuais, da Associação Paulista de Críticos de Arte (APCA), pela exposição Histórica às margens. [16]
- 2011 - Ordem do Mérito de Cultural pelo Ministério da Cultura do Brasil.[16]
- 2008 - Medalha de Chavalier des Arts et Lettres, do governo francês. [16]

- 1986 - Prêmio Aquisição do 9º Salão Nacional de Artes Plásticas[17]